# Аніонотропія
Аніонотропія (рос. анионотропия, [аниотропная таутомерия], англ. anionotropy, [aniotropic tautomerism, anionotropic rearrangement]) — таутомерія, що зумовлюється міграцією негативно заряджених атомiв або груп, приміром, Hlg-, OH-, OC(O)R- i т.п. в молекулах.
CH2=CMe-CHCl-Me → CH2ClCMe=CHMe
Група, що мігрує, рухається зі своєю електронною парою від одного атома до іншого.
Синоніми — аніотропна таутомерія, аніонотропне перегрупування.